# Oldenlandia lechleriana
Oldenlandia lechleriana är en måreväxtart som först beskrevs av Diederich Franz Leonhard von Schlechtendal, och fick sitt nu gällande namn av George Bentham, Joseph Dalton Hooker och Benjamin Daydon Jackson. Oldenlandia lechleriana ingår i släktet Oldenlandia och familjen måreväxter.
Artens utbredningsområde är Peru. Inga underarter finns listade i Catalogue of Life.